# تپه گریز
تپه گریز مربوط به سده‌های اولیه دوران‌های تاریخی پس از اسلام است و در شهرستان خدابنده، بخش سجاسرود، روستای سجاس واقع شده و این اثر در تاریخ ۱۴ مرداد ۱۳۸۲ با شمارهٔ ثبت ۹۴۴۶ به‌عنوان یکی از آثار ملی ایران به ثبت رسیده است.